# Futbol Club Lusitans la Posa 2010-2011
Questa voce raccoglie le informazioni riguardanti il Futbol Club Lusitans la Posa nelle competizioni ufficiali della stagione 2010-2011. 

## Rosa
| N. |                       | Ruolo | Calciatore           |
| -- | --------------------- | ----- | -------------------- |
| 1  | Argentina (bandiera)  | P     | Andrés Benitez       |
| 3  | Portogallo (bandiera) | D     | Hugo Veloso          |
| 4  | Portogallo (bandiera) | D     | Jorge Rebelo         |
| 5  | Portogallo (bandiera) | D     | Samuel Martins       |
| 7  | Spagna (bandiera)     | A     | Juan Raya            |
| 8  | Portogallo (bandiera) | C     | Luis Filipe Pinto    |
| 9  | Portogallo (bandiera) | A     | Pedro Reis           |
| 10 | Portogallo (bandiera) | A     | Luis Miguel dos Reis |
| 11 | Portogallo (bandiera) | C     | Filipe Barros        |
| 12 | Brasile (bandiera)    | A     | Maicon Dos Santos    |
| 13 | Portogallo (bandiera) | D     | Bruno Silva          |
| 14 | Andorra (bandiera)    | C     | Ricardo da Cunha     |
| 15 | Portogallo (bandiera) | D     | Victor Pereira       |

| N. |                       | Ruolo | Calciatore          |
| -- | --------------------- | ----- | ------------------- |
| 16 | Portogallo (bandiera) | D     | Joâo Cunha          |
| 16 | Andorra (bandiera)    | D     | Antonio Carrico     |
| 17 | Spagna (bandiera)     | D     | Daniel Laguna       |
| 18 | Spagna (bandiera)     | C     | Francisco Hernández |
| 20 | Argentina (bandiera)  | D     | Gabriel Meza        |
| 21 | Portogallo (bandiera) | C     | Franklin Soares     |
| 22 | Argentina (bandiera)  | D     | Diego Abdian        |
| 23 | Andorra (bandiera)    | C     | Rafael Alves        |
| 24 | Portogallo (bandiera) | D     | Leonel Maciel       |
| 27 | Portogallo (bandiera) | C     | Henrique Teixeira   |
| 30 | Portogallo (bandiera) | C     | Manuel Lazaro       |
| 35 | Portogallo (bandiera) | P     | Bruno Cerqueira     |